# Хейнс, Эврил
Эврил Дэнника Хэйнс (англ. Avril Dannica Haines; род. 27 августа 1969, Манхэттен, Нью-Йорк) — американский государственный деятель, первая в истории США женщина — директор Национальной разведки с 21 января 2021 по 20 января 2025 года. Заняла этот пост в кабинете Джо Байдена.

## Биография

### Ранние годы и образование
Дочь биохимика Томаса Хэйнса и Эдриан Рэппин, сменившей научную карьеру на стезю художника. Семья жила в Верхнем Вест-Сайде — богемном районе Нью-Йорка. Когда Эврил исполнилось 4 года, её мать заболела хронической эмфиземой, а позднее — птичьим туберкулёзом. В возрасте 12 лет на девочку легли обязанности по повседневному уходу за матерью, которая к этому времени уже тяжело болела (она умерла вскоре после шестнадцатилетия дочери). Окончив среднюю школу (в эти годы она также подрабатывала в автомастерской), Эврил отправилась в Японию и, проведя некоторое время в институте Кодокан, получила коричневый пояс в дзюдо. Вернувшись в США, изучала физику в Чикагском университете, на каникулах влюбилась в родном Нью-Йорке в лётного инструктора Дэвида Дэвиги (David Davighi), они вместе восстановили старую двухмоторную «Сессну» и пытались отправиться на ней в Европу, но самолёт обледенел над морем Лабрадор. Посадки на воду удалось избежать — «Сессна» с отказавшими двигателями смогла спланировать на побережье Ньюфаундленда. В 1992 году, когда Хэйнс окончила Чикагский университет, пара поселилась в Балтиморе, где Эврил начала подготовку для получения докторской степени по физике в университете Джонса Хопкинса, а Дэвид начал работать пилотом на коммерческой авиалинии. Тем не менее, супруги ввязались в новое мероприятие: выкупили на аукционе здание бывшего бара с бывшим борделем на втором этаже в опасном пригороде, конфискованное властями после ликвидации в нём наркопритона, продали самолёт и вложили выручку в переоборудование своего приобретения в книжный магазин и кафе, названный в память матери Эврил — Adrian’s Book Café. Бизнес оказался успешным, финансировавший его банк предложил заняться созданием целой сети, но Хэйнс решила получить юридическое образование и в 1998 году поступила в школу права Джорджтаунского университета.

### Карьера на государственной службе
Увлеклась международным правом и проблемой соблюдения прав человека, по окончании университета работала клерком в офисе судьи федерального апелляционного суда, а в 2003 году пришла в офис юрисконсульта Государственного департамента США.
С 2010 года работала в администрации президента Обамы помощником советника президента, специализируясь в проблемах национальной безопасности, а также юрисконсультом Совета национальной безопасности. 12 июня 2013 года директор ЦРУ Бреннан официально объявил об уходе Майкла Морелла 9 августа 2013 года в отставку с должности заместителя директора ЦРУ и назначении на его место Эврил Хэйнс.
В декабре 2014 года объявлено о назначении Эврил Хэйнс заместителем советника президента США по национальной безопасности Сьюзан Райс. Занимала эту должность до истечения полномочий администрации Обамы 20 января 2017 года.

### Консультант и преподаватель
С 2017 по 2020 год работала в частном бизнесе, в том числе на компанию Palantir Technologies Inc и консалтинговую фирму WestExec Advisors, сотрудничала с Брукингским институтом и преподавала в Колумбийском университете.

### Во главе Национальной разведки
23 ноября 2020 года Джо Байден огласил список своих кандидатов на ключевые должности в своей будущей администрации, назвав Эврил Хэйнс претендентом на должность директора национальной разведки (после утверждения её Сенатом стала первой женщиной на этом посту).
21 января 2021 года решением Сената была официально утверждена на данном посту.
16 марта 2021 года офис директора Национальной разведки опубликовал рассекреченный доклад об иностранном вмешательстве в президентские выборы 2020 года, в котором основные обвинения в попытках помешать избранию Джо Байдена выдвигались против России и Ирана, а также сообщалось об отсутствии аналогичных действий со стороны Китая. Главным отличием от обвинений во вмешательстве в выборы 2016 года стали утверждения, что в 2020 году российские спецслужбы не взламывали компьютерные сети США, а главным образом распространяли дезинформацию через прессу, официальных лиц и известных персон, в том числе близких к администрации президента Трампа (при этом ни один человек не был назван по имени).
8 марта 2023 года опубликован очередной доклад Национальной разведки об угрозах безопасности США и в тот же день Хэйнс вместе с директором ЦРУ Уильямом Бёрнсом и руководителями других спецслужб дала показания на слушаниях комиссии Сената США по разведке. Согласно их выводам, Россия вероятно не хочет конфликта с США и НАТО, однако сенаторы высказали озабоченность по поводу возможного использования китайскими властями социальной сети Тикток для создания угроз благодаря контролю над личными данными миллионов пользователей, а также потребовали от разведсообщества подтверждения гипотезы о вине Китая в пандемии COVID-19. Также по мнению разведсообщества, главной угрозой безопасности США и гражданам США в мире являются расистские, неонацистские и этнически мотивированные насильственные экстремистские группы.
В мае 2024 года Хейнс назвала Россию «наиболее активной иностранной угрозой» для выборов США, превосходящей Китай и Иран.

## Галерея

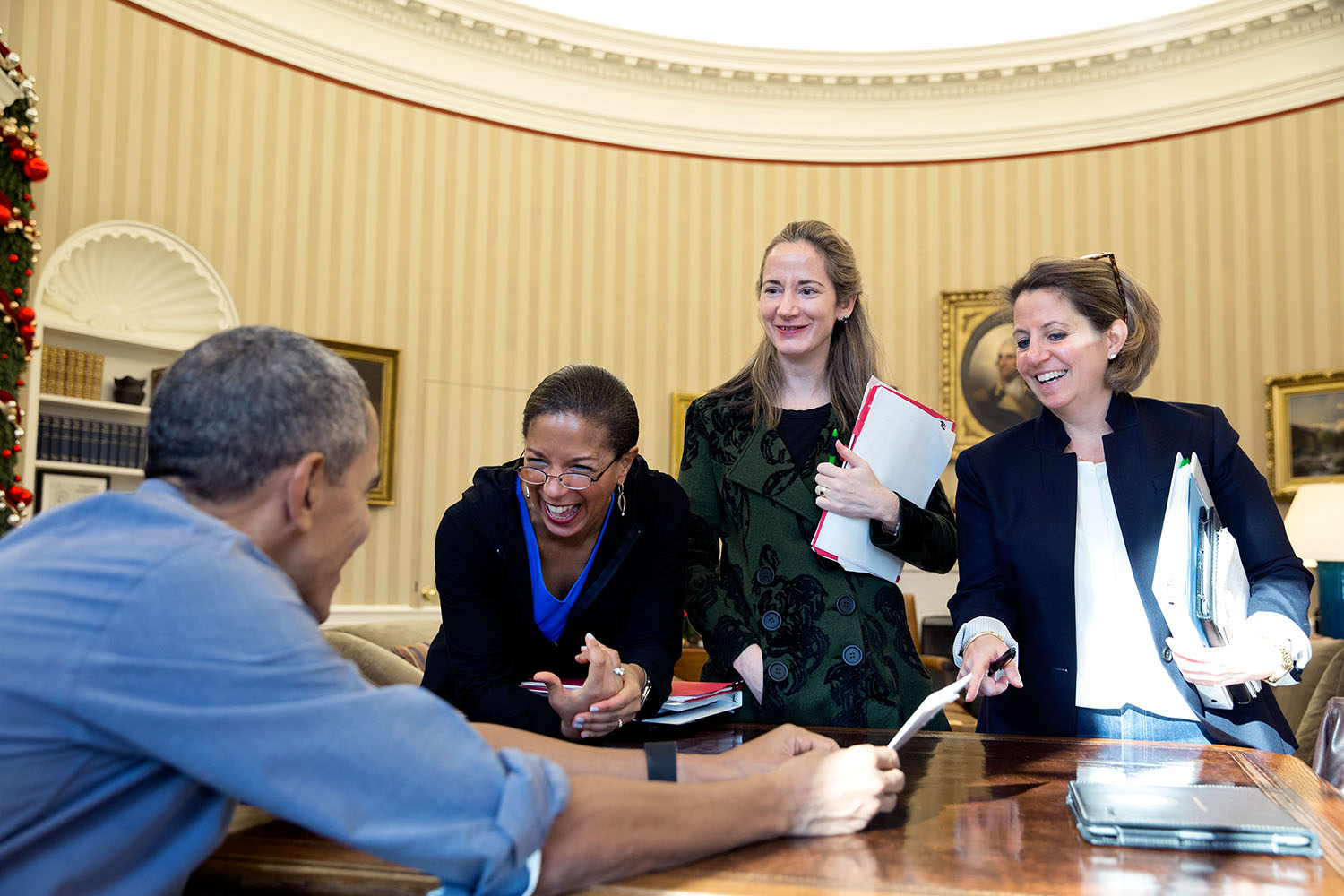
5 декабря 2015 года с Бараком Обамой, Сьюзан Райс и советником по внутренней безопасности Лизой Монако[англ.] (крайняя справа).
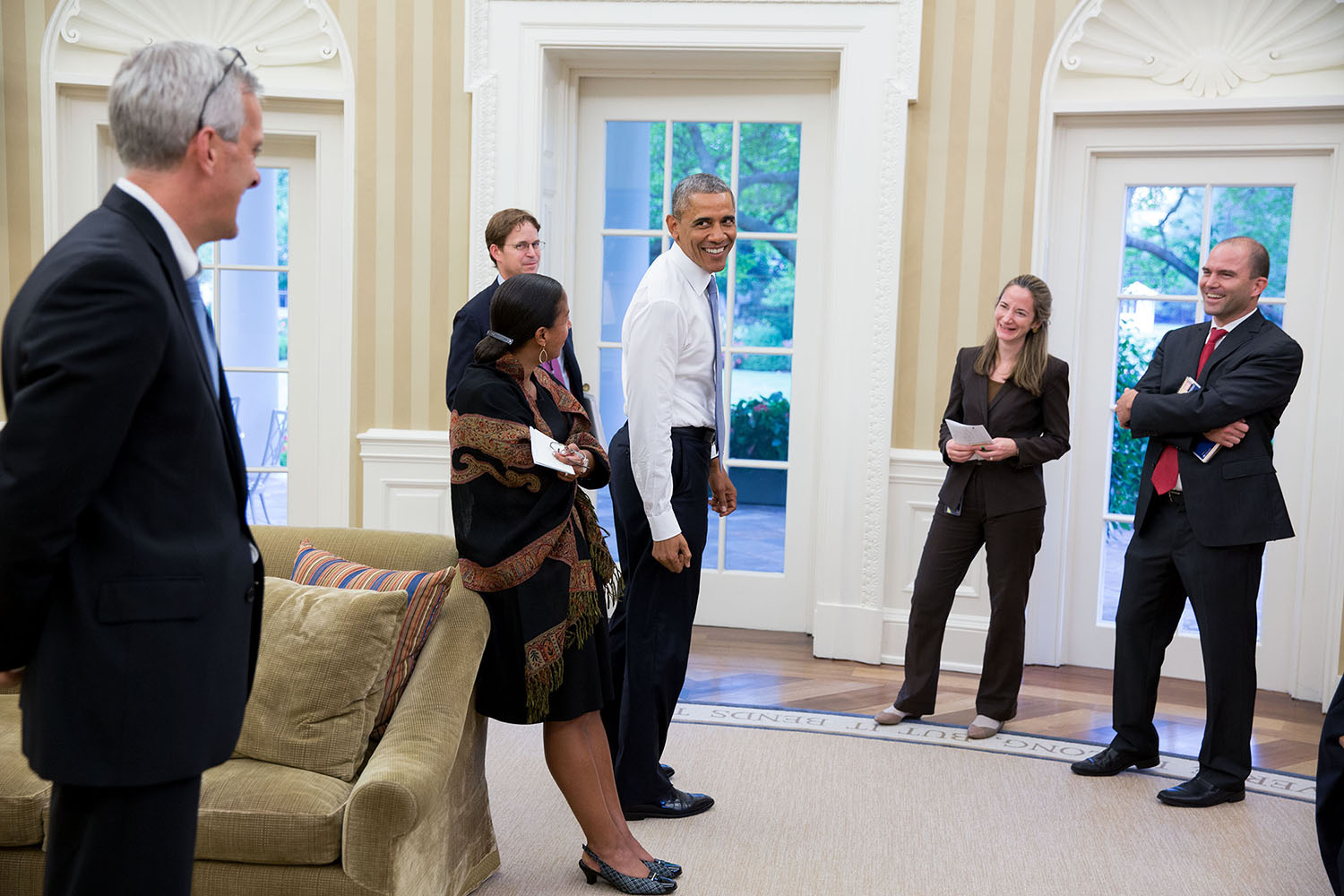
13 июля 2015 года с Бараком Обамой и сотрудниками аппарата Совета национальной безопасности после получения известия о подписании соглашения о ядерной программе Ирана.
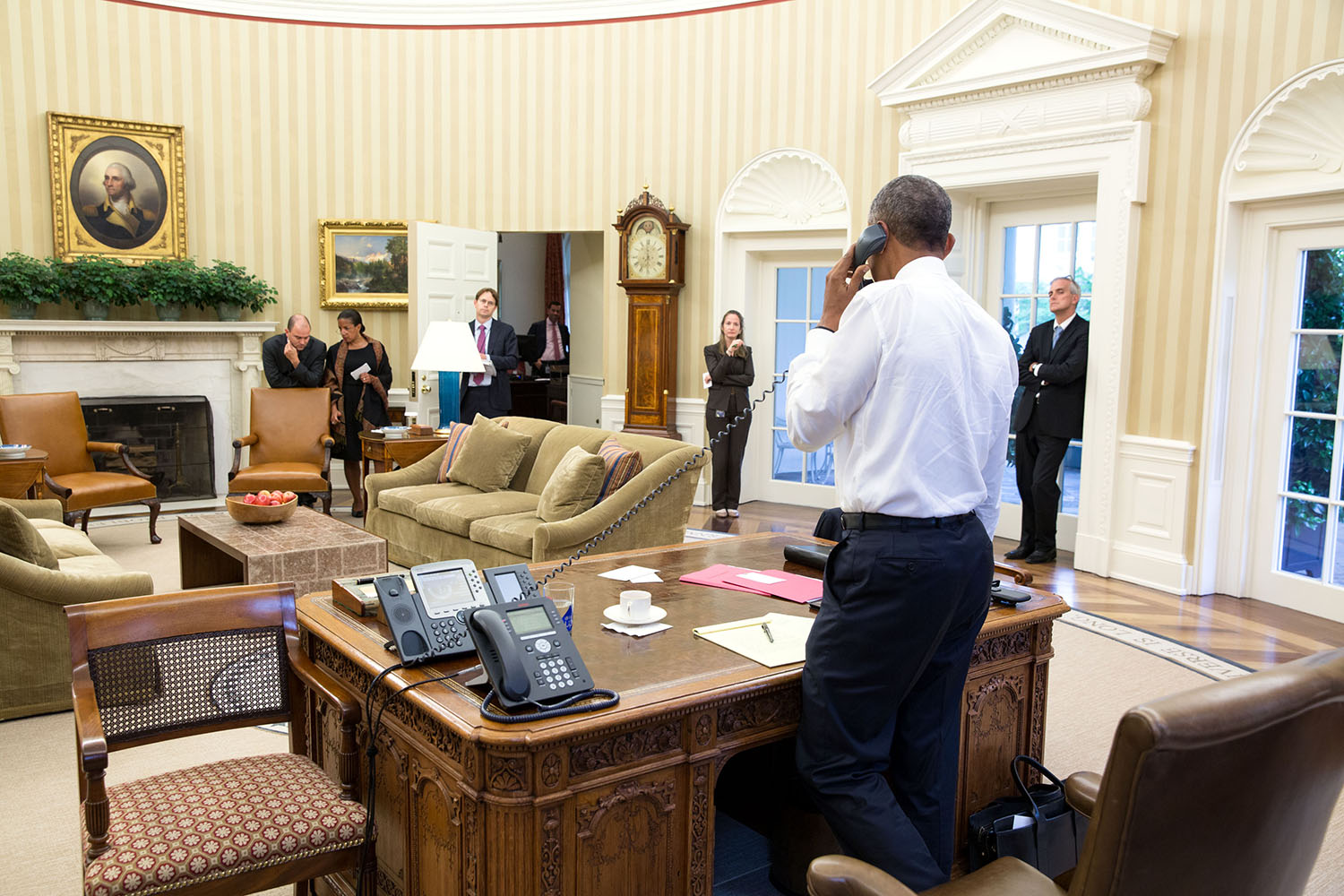
13 июля 2015 года в Овальном кабинете (стоит возле часов) при разговоре Обамы с госсекретарём Джоном Керри о подписании соглашения о ядерной программе Ирана.
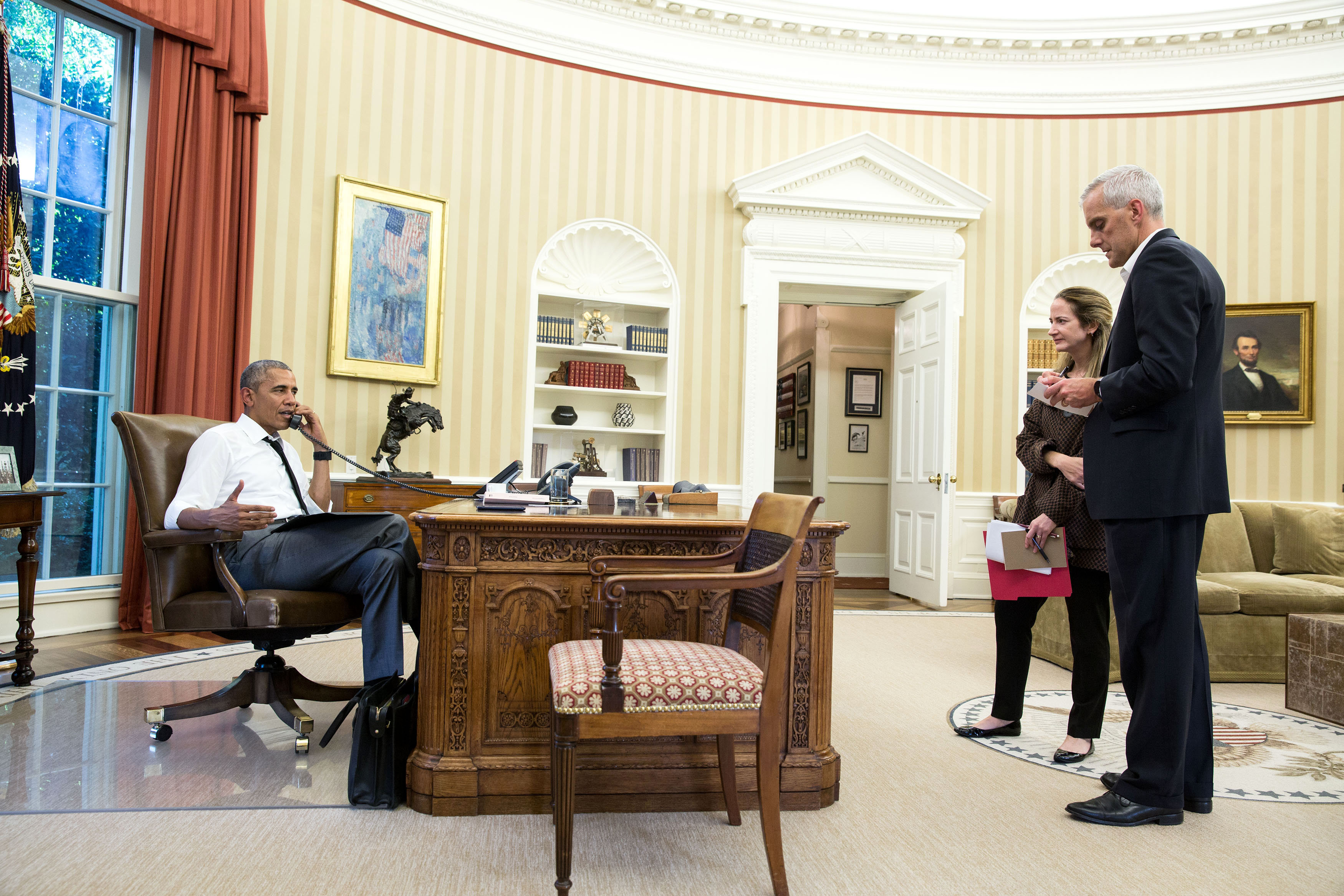
15 июля 2016 года в Овальном кабинете с главой администрации президента Денисом Макдоноу при разговоре президента Обамы с Джоном Керри о ситуации в Турции после попытки государственного переворота.
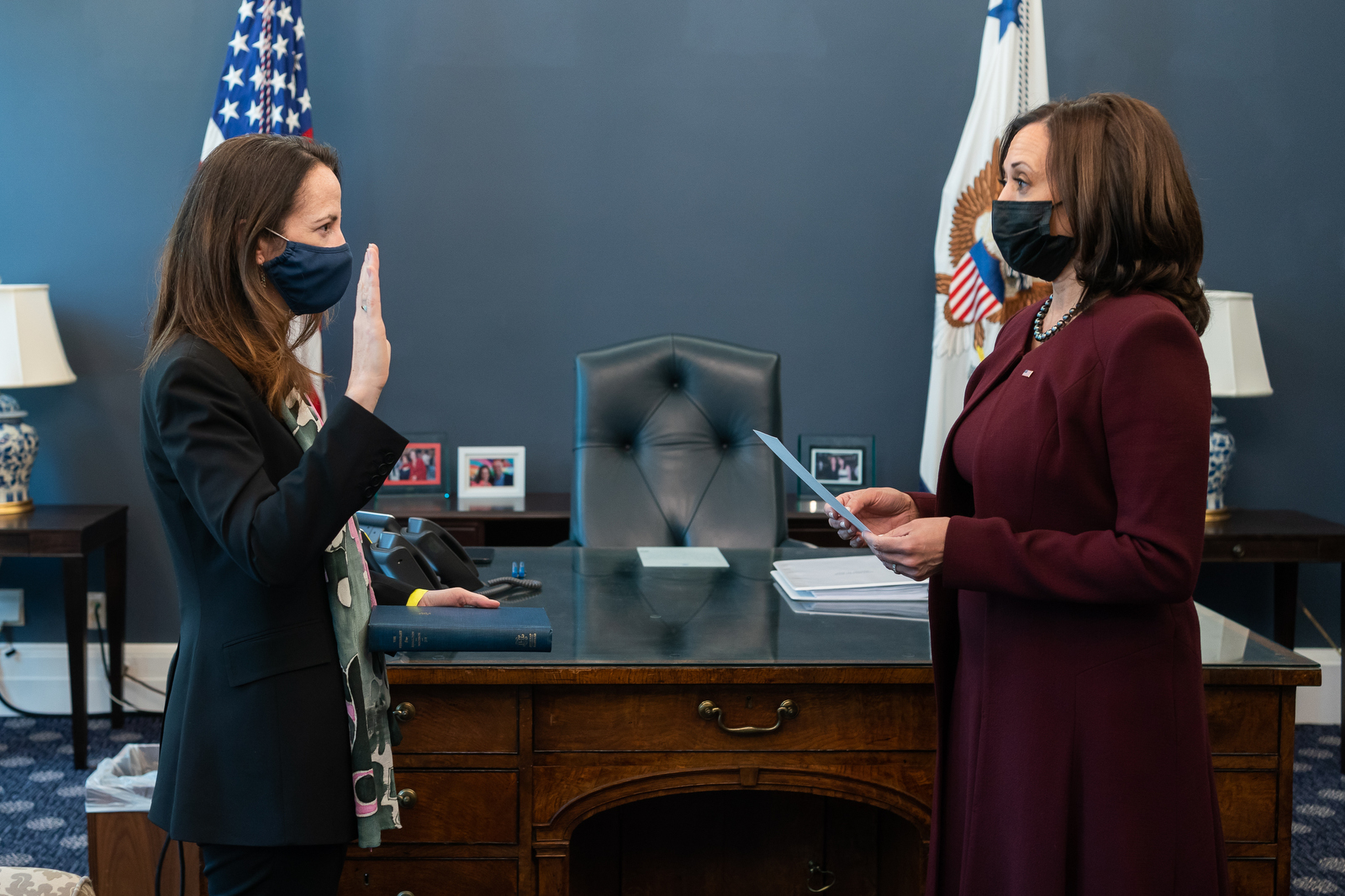
21 января 2021 года вице-президент Камала Харрис (справа) приводит Эврил Хэйнс к присяге с санитарными мерами предосторожности ввиду эпидемии COVID-19.
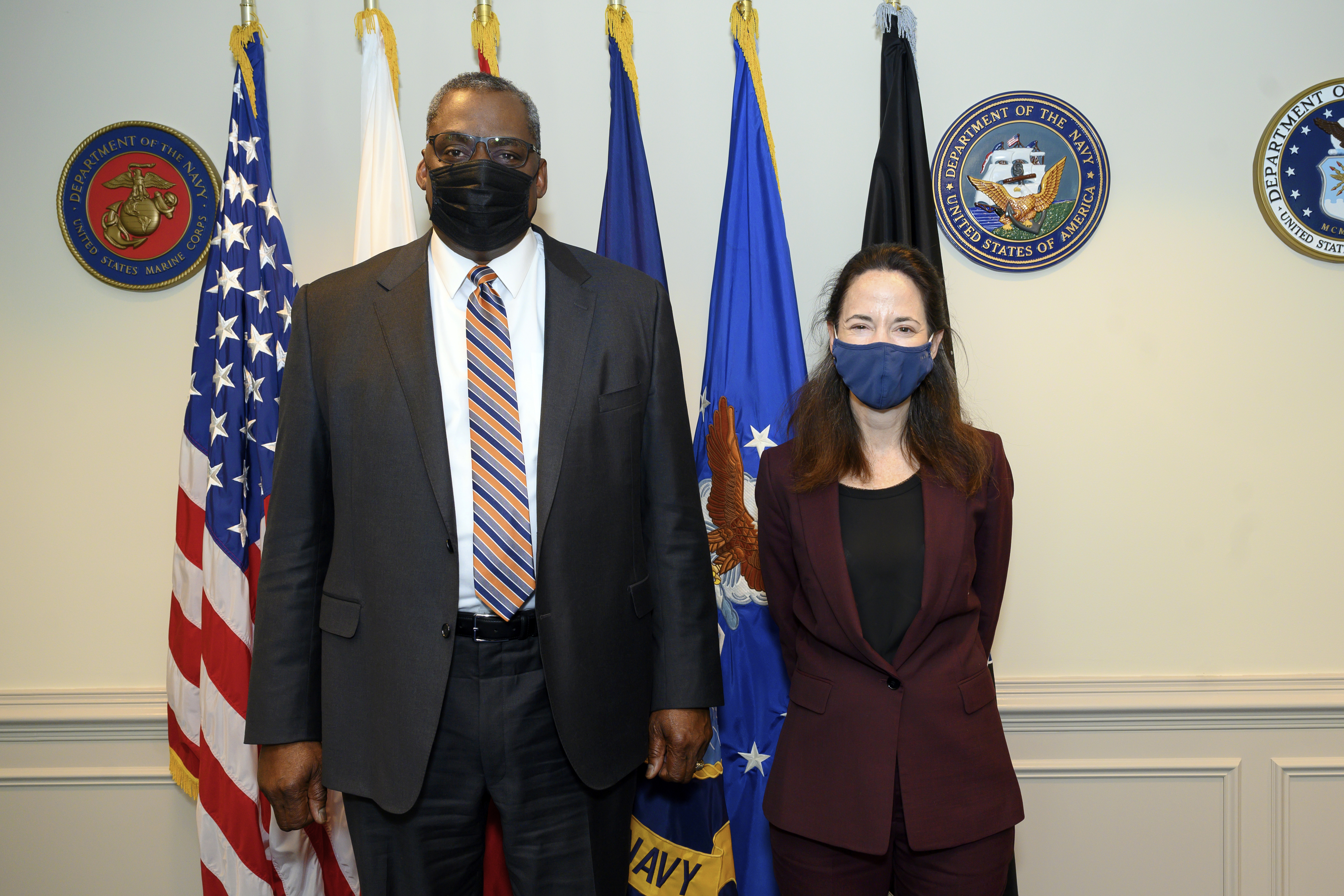
Бывший министр обороны Ллойд Остин и Эврил Хейнс